# Васильев, Валерий Иванович
Вале́рий Ива́нович Васи́льев (3 августа 1949, ст. Волхово, Чудовский район, Новгородская область, РСФСР, СССР — 19 апреля 2012, Москва, Россия) — советский хоккеист, защитник. Двукратный олимпийский чемпион, многократный чемпион мира, заслуженный мастер спорта СССР (1973).

## Биография
Родился на станции Волхово Чудовского района Новгородской области (рядом находилось место дислокации части, где служил отец). 
Отца Валерий практически не видел: его убили через два месяца после рождения младшего сына в результате несчастного случая (погиб от выстрела конвоира, сопровождавшего поезд до Ленинграда с зэками и принявшего его за заключённого, попытавшегося бежать).
В конце 1949 года Васильевы переехали в Горький, к родне мамы. Мать работала продавцом в молочном магазине. Юный Валерий проводил свободное время на улице, промышлял ловлей и продажей птиц. При этом семья жила на территории стадиона «Динамо», и это позволяло Валерию заниматься спортом. В 10 лет взяли в хоккейную секцию, где его первым тренером стал Игорь Петрович Троицкий, а в 15 уже играл в классе «Б» за мастеров горьковского «Динамо».
В 1967 году, на исходе чемпионата СССР 1966/67, из «Динамо» его перевели в «Торпедо» на три последних матча чемпионата. В одном из них торпедовцы принимали московское «Динамо». Васильева приметил Аркадий Чернышёв и позвал ехать в Москву, играть за московское «Динамо». Васильев приглашение принял и уже летом поехал на сборы с «Динамо» в Эстонию. В итоге он отыграл за «Динамо» 17 сезонов.
Сначала в паре с Васильевым играл Станислав Петухов, с середины сезона 1967/68 — Виталий Давыдов.
В 1968 году Николай Пучков пригласил Васильева на первый в истории чемпионат Европы среди юниоров, на котором сборная СССР заняла второе место, а молодого динамовца назвали лучшим защитником первенства. В следующем сезоне на таком же турнире сборная была первой.
25 февраля 1970 года дебютировал в сборной СССР. В первых матчах за сборную играл в паре со своим опытнейшим одноклубником Виталием Давыдовым и старался перенять у него всё самое лучшее. После довольно успешного дебюта в сборной перед молодым защитником открывались весьма радужные перспективы, но в сезоне 1970—1971 годов сыграл в составе сборной всего два первых матча (имел проблемы с режимом и по предложению второго тренера сборной  Анатолия Тарасова был выведен из состава команды). Вернулся в сборную СССР в следующем сезоне, став ведущим защитником команды. В «Динамо» и в сборной играл под номером «6».
Считался жёстким защитником. Известно, что в матчах с «Динамо» Анатолий Тарасов не рисковал выпускать Анатолия Фирсова или Валерия Харламова против Васильева. Он всегда разрабатывал такой план, чтобы два ведущих нападающих ЦСКА не встречались с Васильевым, поскольку, как считал старший тренер ЦСКА, переиграть Васильева было невозможно.
После ухода из сборной Бориса Михайлова, перед Кубком Канады-81 был назначен капитаном сборной СССР. В начале 1984 готовился принять участие в Олимпийских играх, однако главный тренер Виктор Тихонов решил взять вместо него Игоря Стельнова.
Прощальный матч Васильева состоялся в конце 1984 года — сборная СССР обыграла команду Европы со счётом 7:3. При этом в сезоне 1989/90 он провёл 15 игр за венгерский клуб «Уйпешт».
Как позже признавался Васильев, в течение карьеры он перенёс инфаркт. Это случилось во время чемпионата мира 1978 после игры со сборной Чехословакии. Позже, после завершения активных выступлений, перенёс ещё 2 инфаркта.
В 1990-е годы тренировал «Спартак» (1996—1997) и «Витязь» (Подольск) (1998—1999).
Работал председателем и заместителем председателя Попечительского совета «Витязя» (Чехов).
В августе 2011 года был назначен на должность советника президента «Динамо» (Москва). Отвечал за воспитание молодёжи, принимал участие во всех мероприятиях под эгидой клуба.
Умер после тяжёлой болезни на 63-м году жизни 19 апреля 2012 года. Похоронен на Троекуровском кладбище в Москве.

## Семья
Отец — Иван Александрович Васильев (1921—1949), капитан Советской Армии, специалист по минированию. Мать — Валентина Петровна Васильева (1922—1974).
Старший брат — Олег Васильев (1947—1993).
Супруга — Васильева Татьяна Сергеевна (род. 1952, подруга жены хоккеиста Анатолия Мотовилова), познакомились 1 мая 1972 года.
Дочери: Елена (род. 1973, скончалась от тяжёлой болезни; жена хоккеиста Алексея Жамнова), Екатерина (род. 1982).

## Достижения

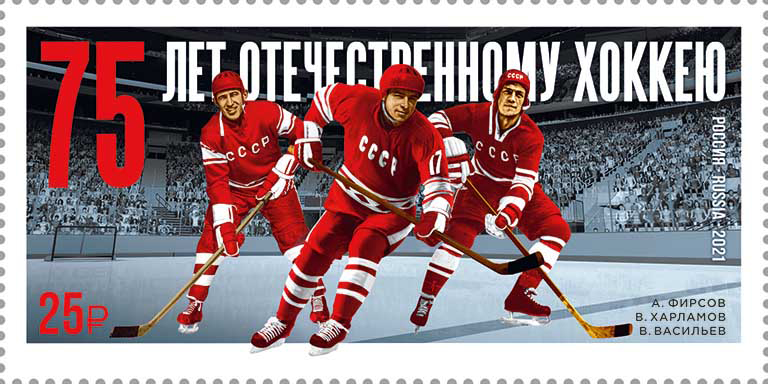
Почтовая марка, посвящённая 75-летию отечественного хоккея. На почтовой марке изображены выдающиеся хоккеисты Анатолий Фирсов, Валерий Харламов и Валерий Васильев)

- Почтовая марка, посвящённая 75-летию отечественного хоккея. На почтовой марке изображены выдающиеся хоккеисты Анатолий Фирсов, Валерий Харламов и Валерий Васильев)Олимпийский чемпион 1972 и 1976, серебряный призёр Олимпиады 1980.
- Чемпион мира 1970, 1973—1975, 1978, 1979, 1981, 1982, серебряный призёр ЧМ 1972, 1976, бронзовый призёр ЧМ 1977. Лучший защитник ЧМ 1973, 1977, 1979. Входил в состав символической сборной мира на ЧМ 1974—1977, 1979. Всего на ЧМ и ОИ — 116 матчей, 18 шайб.
- Обладатель Кубка Канады 1981, участник розыгрыша Кубка Канады 1976. В турнирах Кубка Канады провёл 11 матчей.
- Участник Суперсерии-72.
- Обладатель Кубка Венгрии 1989/90.
- Серебряный призёр чемпионатов СССР 1971, 1972, 1977—1980, бронзовый призёр 1968, 1969, 1974, 1976, 1981—1983. В чемпионатах СССР — 617 матчей, 71 шайба.
- Бронзовый призёр чемпионата Венгрии 1989/90.
- Награждён орденами Трудового Красного Знамени (07.07.1978), Дружбы народов (22.05.1981), Почёта (20.12.1996), Дружбы (21.11.2011), медалью «За трудовую доблесть» (07.05.1975)[10].
- Включён в Зал славы ИИХФ (1998).